# Józef Świdziński
Józef Świdziński (ros. Иосиф Викентьевич Свидинский, trb. Iosif Wikientjewicz Swidinskij; ur. 14 stycznia 1918 w Białyniczach, zm. 15 listopada 1996 w Białooziersku) – radziecki żołnierz pochodzenia polskiego, starszyna, Bohater Związku Radzieckiego (1943).

## Życiorys
Urodził się w polskiej rodzinie chłopskiej. Skończył 4 klasy i kursy maszynistów parowozów, pracował w kombinacie w obwodzie mińskim.
Od 1938 służył w Armii Czerwonej, wziął udział w aneksji Zachodniej Białorusi (tj. agresji na Polskę) i wojnie z Finlandią. Od 1941 walczył w wojnie z Niemcami, od 1943 należał do partii komunistycznej. Był zwiadowcą 177. samodzielnej kompanii zwiadowczej w 163. Dywizji Strzeleckiej w ramach Frontu Północno-Zachodniego, wielokrotnie wyróżnił się podczas wykonywania zadań bojowych. W 1946 został zdemobilizowany w stopniu starszyny.

## Odznaczenia
- Złota Gwiazda Bohatera Związku Radzieckiego (29 października 1943)
- Order Lenina (29 października 1943)
- Order Wojny Ojczyźnianej I klasy (6 kwietnia 1985)
- Order Czerwonej Gwiazdy (30 września 1943)
- Medal za Odwagę (dwukrotnie, 13 października 1942 i 19 marca 1943)

I inne.